# Hartberg
Hartberg là một thành phố thuộc bang Steiermark, Áo, thủ phủ của huyện cùng tên. Dân số năm 2014 là 6449 người, diện tích 21,58 km². Thành phố này có cự ly 68 km so với thành phố Graz.
Thành phố có tường thành bao quanh.